# Monmouth Township (Illinois)
Pour les articles homonymes, voir Monmouth Township.
Monmouth Township est un township du comté de Warren dans l'Illinois, aux États-Unis,. En 2010, le township comptait une population de 10 463 habitants. Le township est baptisé en référence à la bataille de Monmouth.

## Source de la traduction
- (en) Cet article est partiellement ou en totalité issu de l’article de Wikipédia en anglais intitulé « Monmouth Township, Warren County, Illinois » (voir la liste des auteurs).